# La RINASCENTE
『la RINASCENTE』（ラ・リナシェンテ）は2017年3月15日に発売されたKAN1作目の弦楽四重奏によるセルフカバー・アルバム。

## 概要
『6×9=53』『弾き語りばったり #19 今ここでエンジンさえ掛かれば』に続く新作は初のセルフカバー・アルバム。KAN自身による丁寧な編曲で、弦楽四重奏とともに『愛は勝つ』を始めとする既発楽曲を新たに生まれ変わらせた。本作の続編『la RiSCOPERTA』が翌年に発売された。

## 収録曲
全曲　作詞・作曲・編曲：KAN（特記以外）／ジョン・レノン&ポール・マッカートニー（7）
1. Menuett fur Frau Triendl
2. 世界でいちばん好きな人
3. CLOSE TO ME
4. いつもまじめに君のこと
5. 月海
6. キリギリス
7. Here, There and Everywhere
8. 愛は勝つ
9. まゆみ
10. 彼女はきっとまた
11. 星屑の帰り道